# Success, Arkansas
Success är en ort i Clay County i Arkansas. Enligt 2010 års folkräkning hade St. Francis 250 invånare.